# Pseudoligosita tachikawai
Pseudoligosita tachikawai är en stekelart som först beskrevs av Yashiro 1979.  Pseudoligosita tachikawai ingår i släktet Pseudoligosita och familjen hårstrimsteklar. Inga underarter finns listade i Catalogue of Life.